# Tassilo Hoffmann
Tassilo Hoffmann (* 29. Mai 1887 in Kolberg; † 17. Dezember 1951 in Berlin) war ein deutscher Numismatiker. Er leitete von 1929 bis 1945 die Numismatische Gesellschaft zu Berlin. 

## Leben
Nach Schulbesuch in Kolberg und Stettin studierte Hoffmann an der Universität Freiburg i. Br., an der Universität Caen, an der Universität Heidelberg und an der Universität Greifswald. 1911 wurde er in Greifswald in den Fächern Nationalökonomie und Finanzwissenschaft zum Dr. phil. promoviert. 
1911 ging Hoffmann als Assistent an das entstehende Städtische Museum Stettin, um das dortige Münzkabinett einzurichten. Seine Tätigkeit wurde durch den Ersten Weltkrieg unterbrochen, in dem  Hoffmann als Reserveoffizier zunächst an der Westfront kämpfte und mehrfach verwundet wurde, dann in der Verwaltung Ober Ost diente und zuletzt zum Generalkommando in Stettin versetzt wurde. Er wurde unter anderem mit dem Ritterkreuz des Ordens vom Zähringer Löwen ausgezeichnet. Gegen Ende des Krieges geriet Hoffmann in Stettin in Schwierigkeiten, als Hugo Lemcke, der Vorsitzende der Gesellschaft für pommersche Geschichte und Altertumskunde, den Vorwurf erhob, dass aus dem von Hoffmann verwalteten Münzkabinett mehrere Münzen fehlen würden. Hoffmann wurde aus der Gesellschaft ausgeschlossen und konnte in Stettin nicht bleiben. 
Von Anfang 1919 bis 1927 arbeitete Hoffmann als Münzhändler in Berlin. Anschließend bemühte er sich um eine akademische Tätigkeit: Er habilitierte sich 1927 an der Universität Greifswald im Fach Münzkunde mit einer Arbeit über die Medailleure Jakob Abraham und Abraham Abramson und hielt 1929 seine Antrittsvorlesung über „Münzbilder des deutschen Mittelalters“. 1931 erhielt er den Auftrag, das Münzstempel-Archiv des Münzkabinetts Berlin zu ordnen. 1932 wechselte er an das Münzkabinett Gotha und ließ sich an die Universität Jena umhabilitieren. Wegen fehlender Loyalität gegenüber dem Direktor des Münzkabinetts Behrendt Pick, der seinerseits wegen seines mosaischen Glaubens in den Ruhestand versetzt wurde, wurde Hoffmann entlassen und ging 1935 nach Berlin zurück. Ab 1936 wirkte er als Privatdozent an der Friedrich-Wilhelms-Universität Berlin. Zum 1. Mai 1937 trat Hoffmann der NSDAP bei (Mitgliedsnummer 5.375.841).
Von 1929 bis 1945 war Hoffmann Vorsitzender der Numismatischen Gesellschaft zu Berlin und gab bis 1944 die Zeitschrift der Gesellschaft, die Deutschen Münzblätter (bis 1933: Berliner Münzblätter), heraus. 
Im Zweiten Weltkrieg diente Hoffmann erneut als Reserveoffizier, zuletzt als Major. Im Krieg verlor er seine Bibliothek und seine wissenschaftlichen Unterlagen. Nach dem Krieg konnte er beruflich nicht wieder Fuß fassen und starb 1951 in Berlin.

## Schriften (Auswahl)
- Jacob Abraham und Abraham Abramson. 55 Jahre Berliner Medaillenkunst 1755–1810 (= Schriften der Gesellschaft zur Förderung der Wissenschaft des Judentums. Band 31, ZDB-ID 846656-7). Kauffmann, Frankfurt am Main 1927, (Habilitationsschrift, Online).
- Die Gnadenpfennige und Schaugroschen des pommerschen Herzogshauses. Sauniers, Stettin 1933 (Online).